# Opel Karl
El Opel Karl es un automóvil de turismo del segmento A por el fabricante alemán Opel como su modelo de entrada a la gama. Se trata de una versión rediseñada y reestilizada del Chevrolet Spark de GM Corea. El Karl sustituyó al Agila en diciembre de 2014. En el Reino Unido, se comercializa como Vauxhall Viva desde diciembre de 2014.

## Historia
El Opel Karl se fabrica en Corea del Sur, con un precio de partida en el Reino Unido inferior a 8.000 libras, y un consumo de combustible que alcanza los 4,3 l/100 km (66 mpg-imp).El modelo está estrechamente relacionado con la cuarta generación del Chevrolet Spark.
Aunque es de origen surcoreano, su motor de tres cilindros e inyección directa de 1,0 L (999 cc), que rinde 55 kW (75 CV), es de la familia de motores de Opel Aunque las dimensiones del Karl son muy similares a las de su predecesor, es 115 mm más bajo, por lo que tiene casi el mismo tamaño que el Opel Adam de tres puertas, más caro.
Entre sus características de equipamiento se encuentran seis airbags, ESC con asistente de arranque en pendiente, sensores de presión de neumáticos, dirección asistida eléctrica, control de crucero, sensores de aparcamiento traseros, aviso de salida de carril, climatizador automático, sistema start-stop, una pantalla de siete pulgadas con los sistemas IntelliLink y OnStar, y opcionalmente - asientos delanteros calefactados, volante calefactado, techo solar eléctrico y llantas de aleación de 16 pulgadas.
El Opel Karl no se vendió en todos los mercados europeos. No estaba disponible regularmente en Noruega, Suecia, los países de la CEI,Malta, los Balcanes Orientales (incluyendo Bulgaria y Rumanía), Grecia, Turquía, ni Chipre.
El Opel Karl tuvo su segundo estreno mundial celebrado en Rijeka, Croacia, ya en 2015. En octubre de 2018, se anunció que la producción del Karl y del Viva se interrumpirá a finales de 2019.